# Gerard Gest
Gerardus Bernardus Johannes Hendricus (Gerard) Gest (Amsterdam, 27 januari 1916 - Amsterdam, 7 februari 1990) was een Nederlands gitarist.
Hij was zoon van Anna Dorothea van Glasenap en kantoorbediende dan wel kelner Karel Martijn Gest, die al voor zijn militaire dienstkeuring scheidden. Hijzelf trouwde in 1946 met verkoopster en manicure Maria Alida Diepgrond (1918-2007), draagster van het verzetsherdenkingskruis. Het echtpaar woonde jarenlang aan de Argonautenstraat 28, alwaar de leerlingen soms langskwamen. Voor zover bekend had het echtpaar één zoon, ook Gerard/Gerardus genaamd.
Gest was van huis uit manusje-van-alles, huisschilder, (kachel)smid (opgeleid tot machinebankwerker) en ook worstelaar. In zijn vrije tijd leerde hij viool en gitaar spelen, met name dan de flamencogitaar. Geïnspireerd door Miquel Llobet nam hij als autodidact dan toch gitaarlessen bij Freek Mulders, een leerling van Llobet. Hij leefde een teruggetrokken bestaan met faalangst, maar ontwikkelde zich zover dat hij les gaf aan het Muzieklyceum en het Sweelinck Conservatorium in Amsterdam. Hij vormde een aantal jaren een duo met Koos Tigges. Leerlingen van hem zijn Ed Wennink (begeleider van zangeres Lianne Abeln), Dick Visser, Jan Goudswaard, Hans de Weerd, die zich ontwikkelde tot Bach-specialist en rockgitarist Jan Akkerman.. Hij was zelf een bewonderaar van Angel Iglesias.